# Eric Wolf
Pour les articles homonymes, voir Wolf.
Eric Robert Wolf (Vienne (Autriche), 1er février 1923 - New York, 6 mars 1999 ) est un anthropologue américain d'origine autrichienne. Il est surtout connu pour son étude des paysans en Amérique latine et pour sa défense des perspectives marxistes en anthropologie.

## Jeunesse
Eric Wolf est né à Vienne, alors capitale de la Première République d'Autriche, dans une famille juive. Il a décrit sa famille comme non religieuse et expliqué qu'il avait eu peu de contact avec la communauté juive durant son enfance. Son père travaillait pour une grande entreprise et était franc-maçon. Wolf a décrit sa mère, qui avait étudié la médecine en Russie, comme une féministe, « non pas dans ses déclarations, mais du point de vue de sa position sur les possibilités humaines ». En 1933, toute la famille a suivi le père de Wolf dans les Sudètes, en Tchécoslovaquie, où Wolf est allé au lycée allemand. Il a décrit sa vie dans les années 1920 et 1930 dans la Vienne de la ségrégation et dans la Tchécoslovaquie en train de se prolétariser comme l'ayant sensibilisé jeune aux questions de classes sociales, d'ethnicité et de pouvoir politique. Les divisions sociales à Vienne et les conflits dans la région dans les années 1930 ont influencé son travail universitaire à venir.

### Études et vie à l'étranger
La famille est partie en Angleterre et aux États-Unis pour fuir le nazisme. Wollf est allé deux ans à Forest School (en), à Walthamstow dans le nord-est de Londres, où il a appris l'anglais et s'est intéressé aux sciences, en partie à cause du fort accent porté sur celles-ci par le directeur canadien de l'école. Bien que n'ayant appris l'anglais qu'à son arrivée à Forest School, il en a remporté le prix de l'essai dans cette langue. L'installation en Angleterre l'a aussi sensibilisé aux différences culturelles d'une autre manière : en 1940, il a été enfermé dans un camp de détention pour étrangers à Huyton, près de Liverpool. Dans cet environnement stressant, Wolf a découvert les possibilités organisationnelles du socialisme et du communisme. Des séminaires organisés dans le camp par des intellectuels l'ont aussi mis en contact avec les sciences sociales. Wolf a été particulièrement influencé par le sociologue juif allemand Norbert Elias, lui-même enfermé dans le camp.
Plus tard en 1940, Wolf a émigré aux États-Unis, en même temps que 300 000 juifs d'Allemagne. Il s'est inscrit à Queens' College à New York, et a aussi passé un été à la Highlander Folk School (en) dans le Tennessee en 1941. Le temps passé dans le Sud lui a permis de découvrir un aspect différent des États-Unis, et il a été particulièrement intéressé par les inégalités à l'intérieur du pays, plus visibles dans le sud. Au milieu de ses études, il s'est engagé dans l'armée : il a combattu en Italie au sein de la 10e division de montagne. Après la guerre, il a terminé sa scolarité à Queens' College. C'est alors qu'il a commencé à s'intéresser à l'anthropologie, qu'il a ensuite étudiée à l'Université Columbia.

## Carrière
L'université Columbia, où Franz Boas et Ruth Benedict avaient enseigné de nombreuses années, était le centre de diffusion de l'anthropologie en Amérique. Au moment de l'arrivée de Wolf, Boas était mort depuis quelques années et son style anthropologique, qui se méfiait des généralisations et préférait des études détaillées sur des sujets particuliers, était aussi passé de mode. La chaire du département d'anthropologie était maintenant occupée par Julian Steward, un élève de Robert Lowie et d'Alfred Kroeber. Steward cherchait à créer une anthropologie scientifique capable d'expliquer comment les sociétés évoluent et s'adaptent à leur environnement physique.
Wolf a fait partie de la coterie d'étudiants qui s'est développée autour de Steward. Les convictions de gauche des étudiants plus âgés, d'orientation marxiste, s'accordaient bien avec l'évolutionnisme moins politisé de Steward. De nombreux anthropologistes important dans les années 1980 comme Sidney Mintz, Morton Fried, Elman Service, Stanley Diamond (en) et Robert F. Murphy (en) faisaient partie de ce groupe.
Le mémoire de recherche de Wolf a constitué une partie du projet de Steward « population de Porto Rico ». Peu après, Wolf a commencé à enseigner à l'Université du Michigan. À partir de 1971, il a occupé un double poste de « Distinguished Professor » à Lehman College et au CUNY Graduate Center, où il a passé le reste de sa carrière. Outre son travail en Amérique latine, Wolf a aussi fait du terrain en Europe.
Ses principales contributions en anthropologie sont liées à son intérêt dans les années 1970 et 1980 pour les questions de pouvoir, de politique et de colonialisme, qui se trouvaient alors au centre des préoccupations de la discipline. Son livre le plus connu, Europe and the People Without History (en), est célèbre pour sa critique de l'histoire populaire européenne, à laquelle il reproche d'avoir largement ignoré les acteurs historiques n'appartenant pas à la classe dominante. Il démontre aussi que des non-européens ont été des participants actifs dans des processus globaux comme le commerce de la fourrure et la traite négrière, et ne se trouvaient donc pas « figés dans le temps » ou « isolés » mais avaient au contraire toujours été profondément impliqués dans l'histoire du monde.
Vers la fin de sa vie, Wolf a lancé un avertissement sur la « déforestation intellectuelle » qui se produisait quand l'anthropologie se concentrait sur des théories de haute volée au lieu de coller aux réalités de la vie et du terrain. Après avoir longtemps lutté contre le cancer, il est mort en 1999 à Irvington (New York).

## Œuvres et idées

### L'impérialisme disciplinaire
Chercheur en sciences sociales, déjà situé dans une position fragile dans le champ académique, Eric Wolf a critiqué ce qu'il a appelé l'« impérialisme disciplinaire » (disciplinary imperialism) dans les sciences sociales, ainsi qu'entre les sciences sociales et les sciences de la nature, qui bannit certains sujets, comme l'histoire, comme n'étant pas assez scientifiques. Au sein des sciences sociales, on observe par exemple la victoire de l'anthropologie culturelle sur l'anthropologie sociale (créée dans les universités britanniques), ainsi que sur la sociologie et sur l'histoire, dans les communautés universitaires américaines et américanisées, la sociologie étant reléguée à l'étude de la mobilité sociale et des classes sociales, des catégories que les néo-libéraux considèrent comme non-pertinentes, tandis que les anthropologues culturalistes se sont montrés utiles à la domination coloniale sur les « peuples sans histoire » en étudiant leurs mythes, leurs valeurs, etc. Cela peut se voir au recrutement des anthropologues par l'armée américaine et le Pentagone dans le monde entier. Son livre de 1982, Europe and the People Without History (en), reflète un tournant dans son combat contre l'impérialisme disciplinaire en démontant des idées comme l'opposition entre les peuples et les sociétés « avec » et « sans histoire » et en se concentrant sur les relations entre l'expansion européenne et les processus historiques dans le reste du monde pour tracer une histoire globale à partir des années 1400. Comme le montre le titre de l'ouvrage, Wolf s'efforce de démontrer comment des sociétés exclues des histoires européennes étaient, et sont encore, profondément impliquées dans les changements historiques globaux.

### Le pouvoir
La plupart des travaux de Wolf traitent des questions de pouvoir. Dans son livre de 1999, Envisioning Power: Ideologies of Dominance and Crisis, il traite des relations entre le pouvoir et les idées. il distingue quatre modes de pouvoir :
1. le pouvoir inhérent à chaque individu
2. le pouvoir en tant que capacité de l'égo à imposer sa volonté à l'autre
3. le pouvoir en tant que contrôle des contextes dans lesquels les individus interagissent
4. le pouvoir structurel : « Je désigne ainsi le pouvoir manifeste dans des relations qui agit non seulement au sein des situations et des domaines, mais aussi organise et orchestre les situations elles-mêmes, et qui définit la direction et la distribution des flux d'énergie. »[5]

Sur la base de ses expériences précédentes et de ses études, il rejette le concept de culture tel qu'il a émergé du mouvement d'opposition aux Lumières. Il propose à la place une redéfinition de la culture qui met l'accent sur le pouvoir, la diversité, l'ambiguïté, la contradiction et le partage imparfait du sens et de la connaissance.

### Marxisme
Wolf, connu pour son intérêt et ses contributions à la pensée marxiste en anthropologie, a déclaré que le marxisme devait être compris dans le contexte de la parenté et des cultures locales. La culture et le pouvoir sont intégrés et médiatisés par l'idéologie et les relations de propriété. Selon Wolf, il existe deux branches du marxisme : le marxisme systémique et le marxisme prométhéen. Le marxisme systématique est la discipline des postulats qui peuvent être utilisés pour formuler les lois générales ou les modèles du développement social. Le marxisme prométhéen symbolise l'optimisme pour la libération des mauvais traitements économiques et politiques et la réforme comme mode d'accès à un avenir meilleur.

## Publications
- The Mexican Bajío in the 18th Century (Tulane University, Middle American Research Institute, 1955)
- Sons of the Shaking Earth (University of Chicago Press, 1959)
- Anthropology (Prentice-Hall, 1964)
- Peasants (Prentice-Hall, 1966)
- Peasant Wars of the Twentieth Century (Harper & Row, 1969)
- The Hidden Frontier: Ecology and Ethnicity in an Alpine Valley (avec John W. Cole) (Academic Press, 1974)
- Europe and the People Without History (University of California Press, 1982)
- Envisioning Power: Ideologies of Dominance and Crisis (University of California Press, 1999)
- Pathways of Power: Building an Anthropology of the Modern World (with Sydel Silverman) (University of California Press, 2001)